# Pierre Séguier

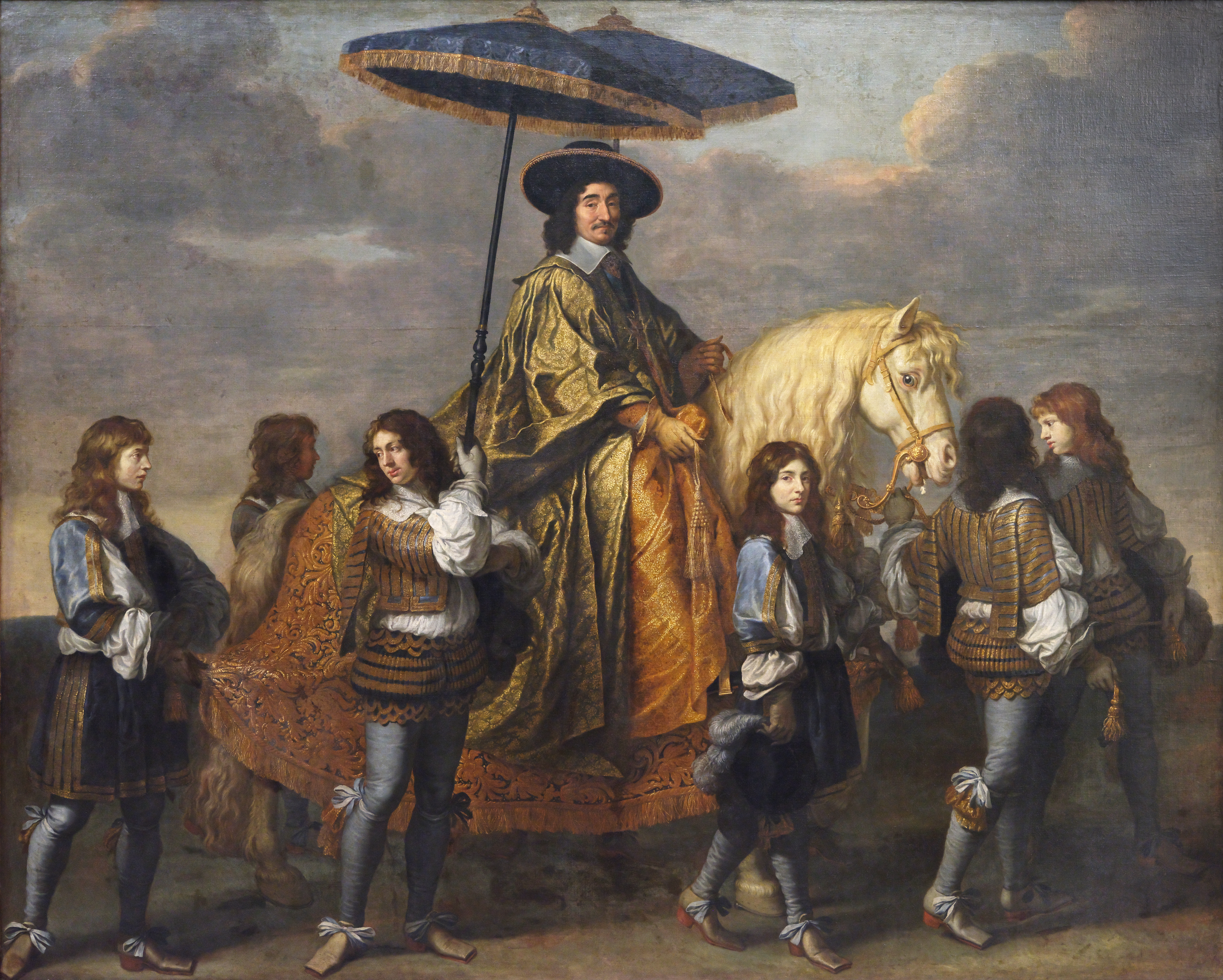
Pierre Séguier en 1660, por Charles Le Brun.

Pierre Séguier (París, Francia, 28 de mayo de 1588-Saint-Germain-en-Laye, 28 de enero de 1672), fue canciller de Francia, conde de Gien, duque de Villemor, político y miembro de la Academia francesa.

## Vida y cargos
La familia de Pierre Séguier era originaria de Quercy. Su abuelo, Pierre Séguier (1504-1580), fue président à mortier en el Parlamento de París de 1554 a 1576.
Séguier fue educado por su tío, Antoine Séguier, el cual también fue président à mortier en el Parlamento de París.
Se casó con Madeleine Fabry, con la que tuvo dos hijas:
- Marie Séguier (1618-1710). Se casó con el sobrino del Cardenal Richelieu, llamado Pierre César de Cambout. Su hijo fue Pierre IV du Cambout de Coislin.
- Charlotte Séguier (1622-1704). Se casó con Maximilien IIIde Berthune, duque de Sully-le-Loire, y en 1668 con Henri de Bourbon-Verneuil.

Empezó su carrera jurídica bajo la tutela de Luis XIII de Francia, siendo consejero en el Parlamento de París, y en 1624 sustituyó a su tío Antoine como président à mortier.
En 1633 se convirtió en guardia de Sceaux- ministro de Justicia del cardenal Richelieu y más tarde, el 11 de diciembre de 1635, Canciller de Francia.
Desde el año 1631 se interesó en la pintura de Charles Le Brun, al cual le permitió estudiar Bellas Artes en Roma entre los años 1642 y 1645. Será su protector oficial hasta que en 1662 deviene el primer pintor de Luis XIV de Francia.
Tras la muerte del cardenal Richelieu en 1642 se convierte en el protector de la Academia Francesa, en la cual fue elegido miembro en 1635.
| Predecesor: Miembro inaugural | Asiento N°1 de la Academia Francesa 1635–1643 | Sucesor: Claude Bazin de Bezons |

- Datos: Q446912
- Multimedia: Pierre Séguier / Q446912